# Планшайба (елемент гирлового обладнання свердловин)
Планшайба англ. face-plate, chuck plate, нім. Planscheibe f) — елемент гирлового обладнання штангово-насосних або електровідцентровонасосних свердловин у вигляді покришки, на якому встановлюється гирлова апаратура і підвішуються насосно-компресорні труби.

## Інтернет-ресурси
- Світлини планшайб